# فرناندو توريس
فرناندو خوسيه توريس سانز (بالإسبانية: Fernando José Torres Sanz) ، المعروف بـ فرناندو توريس (تلفظ بالإسبانية: ‎/feɾˈnando ˈtores/‏) والمُلقب بـ النينو (تُكتب أيضًا: إل نينيو) (بالإسبانية: El Niño وتعني: الفتى/الصغير) (وُلد 20 مارس 1984 في فوينلابرادا، منطقة مدريد، إسبانيا) — هو لاعب كرة قدم إسباني سابق كان يلعب كمهاجم، لعب بشكل أساسي مع أتلتيكو مدريد وليفربول وتشيلسي وفاز مع المنتخب الإسباني في كأس العالم 2010، وهو حاليًا مدرب فريق أتلتيكو مدريد تحت 19 سنة.
بدأ توريس بلعب الكرة منذ صغره، وفي سن الحادية عشر، بدأ باللعب في فريق الأشبال في نادي أتلتيكو مدريد، ولعب لأول مرة مع الفريق الأول للنادي في السابعة عشر، وبعدها بعامين فقط أصبح قائدًا للفريق، وخلال ست مواسم مع أتلتيكو مدريد، أثبتَ حضوره كنجم ومهاجم قوي قادر على الإنهاء؛ برصيد تهديفي بلغ 82 هدفًا. انتقل بعد ذلك إلى الدوري الإنجليزي الممتاز مع نادي ليفربول في صفقة قياسية وقتذاك قُدرت بأربعين مليون يورو. لينتقل بعد ذلك إلى تشيلسي لأربع مواسم. ثم أُعير لموسمين إلى نادي إيه سي ميلان الإيطالي، وبعد ذلك إلى ناديه الأمّ أتلتيكو مدريد، واعتزل في نادي ساغان توسو الياباني.
شارك توريس مع منتخب إسبانيا منذ أن كان ناشئًا، وبدأ اللعب مع الفريق الأول في 6 سبتمبر 2003. اختير ضمن تشكيلة المنتخب في كأس العالم 2006 وأحرز ثلاث أهداف. حقق أولى ألقابه الدولية مع المنتخب في بطولة أمم أوروبا 2008، حين سجل هدف الفوز الوحيد في المباراة النهائية أمام ألمانيا. وفي كأس العالم 2010 فاز مع المنتخب في تحقيق اللقب الأول والوحيد لإسبانيا في بطولة كأس العالم، كما فاز معهم ببطولة أمم أوروبا 2012. إجمالاً؛ لعب توريس مع الفريق الأول لمنتخب إسبانيا منذ 2003 وحتى 2014، شارك في 110 مباراة وسجل 38 هدفًا.
في 21 يونيو 2019، أعلن توريس اعتزاله كرة القدم بعد مسيرة قاربت ثمانية عشر سنة. وقدم مباراة الاعتزال مع ساغان توسو في الدوري الياباني أمام فيسيل كوبه في الثالث والعشرين من أغسطس 2019، وانتهت المباراة بهزيمة فريقه ساغان توسو بستة أهداف مقابل لاشيء.
في يوليو 2021، بدأ توريس بتدريب فريق أتلتيكو مدريد تحت 19 سنة.

## نشأته وبداياته
ولد فرناندو خوسيه توريس سانز في فوينلابرادا في منطقة مدريد بإسبانيا. والده خوسيه توريس ووالدته فلوري سانز، وهو ثالث أبنائهما وآخر العنقود. كان فرناندو مهتمًا بكرة القدم في سن الطفولة، حيث اشترك في نادٍ وهو في الخامسة. وفي البداية لعب كحارس مرمى، وهو نفس المركز الذي لعب فيه شقيقه الأكبر. وقد ذكر لاحقًا في حوار صحفي أنه كان يشاهد مسلسل الرسوم المتحركة كابتن ماجد عندما كان صغيرًا، والذي كان يُعرض وقتذاك على التلفاز بالدبلجة الإسبانية باسم "اوليفر وبينجي"، وأن شخصية الكابتن ماجد كانت الحافز الذي دفعه للعب كرة القدم، وكمهاجم بالتحديد. في سن السابعة، بدأ باللعب بانتظام كمهاجم في بطولات محلية صغيرة للأحياء والمناطق، وفي العاشرة لعب للمرة الأولى في فريق منظم وهو رايو 13، وسجل معهم 55 هدف خلال الموسم، وهو ما جعله يحصل على فرصة للدخول إلى نادي أتلتيكو الذي انضم إلى فريقه للصغار في سنة 1995 عندما كان في الحادية عشر من عمره. حصد توريس لقبه الشبابي الأول في سنة 1998 بالفوز بكأس نايكي لأقل من 15 سنة في إسبانيا، ولاحقًا فاز بتصويت أفضل لاعب في أوروبا في فئته العمرية.

## مسيرته مع الأندية

### أتلتيكو مدريد
في عام 1999، وقّع توريس أول عقد احترافي له مع نادي أتلتيكو مدريد. وفي مطلع موسم 2000-01 تعرض لإصابة منعته من اللعب حتى ديسمبر. ثم تمرن مع الفريق الأول في استعدادات ما قبل الموسم، وشارك للمرة الأولى معه في ملعب فيسنتي كالديرون في مباراة أمام نادي ليغانيس. وبعد أسبوع، سجل هدفه الأول، في مباراة أمام فريق الباسيتي بالومبي، وانتهى الموسم باقتراب أتلتيكو من الصعود إلى لا ليغا (دوري الدرجة الأولى).
بعد نهاية موسم 2001-02، صعد أتلتيكو مدريد إلى لا ليغا، ولم يكن أداء توريس جيدًا خلال مشاركته مع النادي في دوري الدرجة الثانية، حيث أحرز 6 أهداف فقط في 36 مباراة.
أما مشاركته الأولى في لا ليغا فقد كانت ذات نتائج أفضل، حيث أحرز 13 هدف في 29 مباراة، وحلّ النادي في المرتبة الحادية عشر.
في يوليو 2003، وبعد استحواذه على النادي، أرادَ مالك نادي تشيلسي رومان أبراموفيتش ضمّ توريس مقابل 28 مليون يورو، إلا أن الطلب قوبل بالرفض من قبل مجلس إدارة أتلتيكو. وفي موسم 2003-04، والذي يعتبر مشاركته الثانية في لا ليغا. أحرز توريس تقدمًا أكبر، حيث سجل 19 هدف في 35 مباراة، وهو بهذا كان في المرتبة الثالثة لهدافي البطولة تاريخيًا. وفي سن التاسعة عشر، أصبح توريس قائدًا لفريق أتلتيكو.
اقترب أتلتيكو من الوصول إلى الدوري الأوروبي، لكنه لم ينجح، ولكن عوضًا عن ذلك تأهل إلى كأس الإنترتوتو 2004، وهي المرة الأولى التي يشارك فيها توريس في هكذا بطولة على المستوى الأوروبي. وأحرز هدفان في مبارتي الجولة الرابعة أمام نادي أو إف كيه بيوغراد، بهدف في كل مباراة، وتمكن أتلتيكو من الوصول إلى النهائي، لكنه خسر أمام فياريال بالضربات الترجيحية.
ومرة أخرى ظهرت أقاويل عن رغبة تشيلسي في ضمّ توريس خلال صيف 2005، لكن رئيس النادي إنريكي سيريزو صرّح بأنه «ليس هنالك فرصة» للتخلي عن توريس. لكن، لاحقًا، في مطلع 2006، قال سيريزو بأن النادي يرغب بالاستماع إلى العروض بشأن توريس، وبعد ثلاث أشهر صرّح توريس بأن نادي نيوكاسل يونايتد يسعى إلى ضمّه.
خلال موسم 2006-07، أحرز تويس 14 هدفًا في الدوري الإسباني مع أتلتيكو. ومع انتهاء الموسم، ظهرت أخبار في الصحافة الإنجليزية عن كون توريس اللاعب الأساسي الذي يرغب نادي ليفربول بضمه، لكن رئيس أتلتيكو صرّح قائلاً: «لم تصلنا أية عروض من ليفربول أو نادٍ آخر». لكن بعد بضعة أيام، ظهرت تقارير جديدة ترجح أن النادي قد وافق بالفعل على صفقة انتقال توريس إلى ليفربول، وقيل أن الصفقة بلغت 25 مليون يورو، وذلك مع انتقال لاعب ليفربول لويس غارسيا في صفقة انتقال منفصلة ليحلّ محلّ النينيو. وفي الثاني من يوليو، أفادت تقارير أن توريس قطع إجازة قصيرة ليسافر إلى مدريد لينهي إجراءات التعاقد مع ليفربول. وبالفعل، في اليوم التالي، سُجل خضوع توريس للفحوص الطبية في ليفربول، وفي الرابع من يوليو أجرى توريس مؤتمرًا صحفيًا ليوجه فيه تحية وداع لجمهور أتلتيكو وتأكيده على توقيعه عقد مع ليفربول لمدة ست سنوات.

### ليفربول

#### موسم 2007-08
شارك توريس للمرة الأولى مع نادي ليفربول في أغسطس 2007 في مباراة أمام أستون فيلا انتهت 2-1. وأحرز هدفه الأول في الدوري الممتاز في الدقيقة السادسة عشر في مباراة أمام تشيلسي انتهت 1-1. وفي سبتمبر أحرز الهاتريك الأول له في فوز 4-2 أمام نادي ريدنغ في كأس رابطة الأندية الإنجليزية المحترفة، وكانت الأهداف الثلاث في النصف الثاني من المباراة. حصل توريس على جائزة لاعب الشهر في الدوري الإنجليزي في فبراير 2008، حيث سجل أربعة أهداف في أربع مباريات، بما في ذلك هاتريك في مرمى ميدلزبره في 23 فبراير 2008. هذا الهاتريك وآخر في مباراة انتهت 4-0 ضد وست هام يونايتد في 5 مارس 2008 تعني أنه أصبح أول لاعب في ليفربول منذ جاك بالمر في نوفمبر 1946 يسجل هاتريك في مباريات متتالية على أرضه. في وقت لاحق من شهر مارس، بعد أن سجل هدفًا في الدقيقة 47 ضد ريدينغ في الأنفيلد، أصبح أول لاعب في ليفربول منذ روبي فاولر في موسم 1995-1996 يسجل 20 هدفًا في الدوري في موسم واحد. في أبريل، سجل هدفًا آخر في دوري أبطال أوروبا، هذه المرة ضد أرسنال في إياب ربع النهائي، حيث تقدم ليفربول إلى الدور نصف النهائي. قاده هذا الهدف إلى تسجيل 29 هدفًا لموسم 2007-08 في جميع المنافسات، متجاوزًا الرقم القياسي لمايكل أوين في تسجيل الأهداف في موسم واحد. في 11 أبريل 2008، أُعلن أن توريس قد رشح في قائمة قصيرة من ستة لاعبين لجائزة أفضل لاعب في إنجلترا والتي فاز بها في النهاية كريستيانو رونالدو من مانشستر يونايتد. كما رُشح توريس لجائزة أفضل لاعب شاب في إنجلترا، والتي فاز بها سيسك فابريجاس من أرسنال، وأُدرج توريس في فريق العام. في مايو، احتل المركز الثاني بعد رونالدو لجائزة أفضل لاعب في إنجلترا.

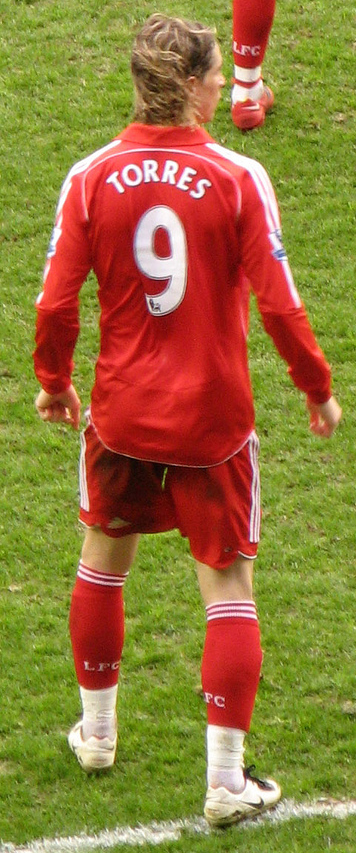
توريس يرتدي القميص رقم 9 مع ليفربول

جاءت أهدافه الأولى في دوري أبطال أوروبا في ظهوره الثالث في البطولة حيث تغلب ليفربول على بورتو 4-1 في 28 نوفمبر 2007، حيث سجل هدفين.
عاد "النينو" لليفربول في 8 نوفمبر 2008 بعد مجيئه كبديل في الدقيقة 72 في الفوز 3-0 على وست بروميتش ألبيون. صرح تويرس أنه سيكون مهتمًا بالعودة إلى ناديه السابق أتلتيكو في نهاية المطاف، قائلاً: «لا أعرف ما إذا كنت سأعتزل هناك، لكني أرغب في العودة وإنهاء بعض الأشياء المتبقية». استبعد من الملاعب لمدة أسبوعين إلى ثلاثة أسابيع بعد فوز ليفربول 1-0 على مرسيليا في دوري الأبطال في نوفمبر بعد إصابته في أوتار الركبة، والتي مُددت لاحقًا إلى أربعة أسابيع على الأقل من قبل المتخصصين. اختير "إل نينيو" القائمة القصيرة لجائزة أفضل لاعب في العالم في ديسمبر، وفي النهاية جاء في المركز الثالث خلف كريستيانو رونالدو وليونيل ميسي. عاد توريس إلى اللعب في 3 يناير 2009 كبديل بهدف في الفوز 2-0 على بريستون نورث إند، وهو الأول له في كأس الاتحاد الإنجليزي. سجل هدفين متأخرين لليفربول ليضمن الفوز 2-0 على تشيلسي في 1 فبراير 2009. على الرغم من قضائه عامًا ونصف العام في النادي، اختير توريس في المركز 50 في قائمة ذا تايمز «أعظم 50 لاعبًا في ليفربول»، مما يبرز التأثير الذي أحدثه في ليفربول في مثل هذه الفترة القصيرة من الزمن.
في 4 مايو 2008، سجل توريس هدف الفوز في الدقيقة 57 ضد مانشستر سيتي، وهو ما يعادل الرقم القياسي المتتالي للتسجيل على الأنفيلد في ثماني مباريات والذي سجله روجر هانت. بعد تسجيل هدفه الرابع والعشرين في الدوري في المباراة الأخيرة من الموسم، الفوز 2-0 على توتنهام هوتسبير، سجل رقماً قياسياً جديداً لأكثر الهدافين الأجانب تسجيلاً في الموسم الأول في إنجلترا، متخطياً أهداف رود فان نيستلروي البالغ عددها 23 هدفاً. أنهى الموسم بالمركز الثاني مع إيمانويل أديبايور في السباق على الحذاء الذهبي في الدوري الإنجليزي الممتاز. كان توريس خاضعًا لتكهنات وسائل الإعلام بأن تشيلسي كان على استعداد لدفع 50 مليون جنيه إسترليني للتعاقد معه، لكن توريس رد بالقول إن الأمر سيستغرق «سنوات عديدة» قبل أن يغادر ليفربول. كما نفى توم هيكس، الشريك في ملكية ليفربول، فكرة الانتقال، قائلاً إنه لن يسمح لتوريس بمغادرة النادي بأي ثمن.

#### موسم 2008-09
بدأ توريس التسجيل في موسم 2008-09 بتسديدة من على مسافة 25 ياردة في الزاوية اليمنى السفلية لمرمى سندرلاند، والذي كان الهدف الوحيد في المباراة التي أقيمت في 16 أغسطس 2008. عانى توريس من تمزق في أوتار الركبة في تعادل سلبي أمام أستون فيلا، مما سيبقيه خارجًا لمدة أسبوعين إلى ثلاثة أسابيع. عاد توريس في مباراة انتهت بفوز 2-1 على مرسيليا في دوري أبطال أوروبا واستمر في تسجيل هدفين في ديربي الميرسيسايد ضد إيفرتون في 27 سبتمبر 2008 ليمنح ليفربول الفوز 2-0. وأتبع هذا بهدفين آخرين في نهاية الأسبوع التالي ضد مانشستر سيتي في الفوز 3-2 خارج أرضه على ملعب مدينة مانشستر حيث عاد بليفربول بعد تأخره بهدفين. أولها كان هدف ليفربول الألف الذي يُسجل في الدوري الإنجليزي الممتاز. تعرض توريس لإصابة في أوتار الركبة خلال تصفيات كأس العالم 2010، مما يعني أنه من المحتمل أن يغيب عن ثلاث مباريات مع ليفربول. في 22 أكتوبر 2008، لعب توريس مع ناديه السابق أتلتيكو في دوري أبطال أوروبا على ملعب فيسنتي كالديرون، لكن إصابته أدت إلى غيابه عن المباراة. وكان رئيس أتلتيكو إنريكي سيريزو قد منحه دعوة لكبار الشخصيات لمشاهدة المباراة، لكنه رفض ذلك لمواصلة إعادة تأهيله من الإصابة في ميرسيسايد. اختير توريس في فريق فيفبرو لموسم 2007-08 في 27 أكتوبر 2008.

#### موسم 2009-10
بعد نهاية الموسم، وقع توريس على عقد جديد مع ليفربول في 14 أغسطس. من خلال التوقيع، كان لدى توريس خيار التمديد لمدة عام واحد بعد انتهاء العقد في عام 2013. سجل توريس هدفين في الفوز 3-2 على وست هام يونايتد في 19 سبتمبر 2009، وهي النتيجة التي جعلت ليفربول يحتل المركز الثالث في الدوري الإنجليزي الممتاز. بعد أسبوع واحد، سجل أول هاتريك له في موسم 2009-10 بفوزه 6-1 على هال سيتي في آنفيلد. حصل على لقب أفضل لاعب في الدوري الإنجليزي لشهر سبتمبر، بعد أن سجل خمسة أهداف خلال الشهر وأصبح هداف الدوري. في 25 أكتوبر 2009، سجل الهدف الأول في فوز ليفربول 2-0 على مانشستر يونايتد وبعد المباراة أشاد المدرب رافاييل بينيتيز بأداء توريس، قائلاً: «كنا ننتظر التمريرة الأخيرة. عندما حدث ذلك علمنا أنه سيسجل». اختير توريس في فيفبرو للموسم الثاني على التوالي في ديسمبر 2009. هدفه في الوقت المحتسب بدل الضائع ضد أستون فيلا في 29 ديسمبر 2009 جعله أسرع لاعب في ليفربول يسجل 50 هدفًا في الدوري. استُبدل في الدقيقة 65 في المباراة التي انتهت 1-1 أمام برمنغهام سيتي في 4 أبريل 2010، وهو ما برره بينيتيز بالقول إن توريس «مرهق». ظهر توريس في آخر ظهور له هذا الموسم وسجل هدفين في الفوز 4-1 على بنفيكا في الدوري الأوروبي في 8 أبريل 2010، وأعلن في 18 أبريل أنه سيغيب عن بقية الموسم للخضوع لعملية جراحية في الركبة. وهذا يعني أن توريس أنهى الموسم برصيد 22 هدفًا في 32 مباراة بجميع المسابقات، ليحلّ في المركز الأول في قائمة هدافي ليفربول للمرة الثانية.
واجه توريس مُنافسه القديم ريال مدريد في العاشر من مارس 2009 في دور الستة عشر لدوري الأبطال وبسبب إصابة في الكاحل، تعرض لحقنة مؤلمة قبل المباراة لتمكينه من اللعب. وسجل الهدف الأول في المباراة التي انتهت بفوزه بنتيجة 4-0، مما يعني أن ليفربول تأهل إلى ربع النهائي 5-0 في مجموع المباراتين. بعد أربعة أيام، اصطف ضد مانشستر يونايتد في أولد ترافورد وسجل هدف التعادل في مباراة انتهت بالفوز 4-1. احتفاله بالأهداف في أولد ترافورد جعله محبوبًا لدى جماهير ليفربول عندما مد يده إلى جماهير يونايتد - مما أدى إلى إيماءة «خمس مرات» - مما يشير إلى ألقاب ليفربول الخمسة في دوري أبطال أوروبا (مقابل ثلاثة ليونايتد). اختيره في فريق العام للموسم الثاني على التوالي في أبريل 2009. سجل توريس هدفه الخمسين مع ليفربول في 24 مايو 2009 ضد توتنهام في اليوم الأخير من موسم 2008-09، وهو ظهوره الرابع والثمانين.

#### موسم 2010-11
بعد تعيين روي هودسون كمدرب لليفربول، صرح هودسون أن النادي لن يبيع توريس، قائلاً: «إنه ليس للبيع ولا نرحب بأي عروض له. نريد الاحتفاظ به». ونفى هودجسون تقارير عن استعداد توريس لمغادرة ليفربول بقوله «لقد أخبرنا أنه يتطلع إلى يوم الاثنين للعودة إلى العمل ويتطلع للعب مع ليفربول الموسم المقبل. هذا ما أعرفه حتى أن التقارير الأخرى، كما أقترح، خاطئة». صرح توريس بالتزامه مع ليفربول في 3 أغسطس: «التزامي وولائي للنادي والجماهير هو نفسه كما كان في أول يوم لي عندما وقّعت».
ظهر توريس لأول مرة في موسم 2010-11 في المباراة الافتتاحية، بالتعادل 1-1 مع أرسنال في 14 أغسطس 2010، ودخل المباراة كبديل في الدقيقة 74. سجل هدفه الأول هذا الموسم مع الفائز في فوز 1-0 على وست بروميتش في 29 أغسطس 2010، هدفه الخمسين على ملعب أنفيلد في جميع المنافسات. سجل توريس هدف الفوز في الفوز 2-1 على أرضه أمام بلاكبيرن روفرز في 24 أكتوبر 2010، وهو هدفه الأول منذ أغسطس. سجل أهدافه الأخيرة مع ليفربول في الفوز 3-0 خارج ملعبه على ولفرهامبتون واندررز في 22 يناير 2011.

### تشيلسي

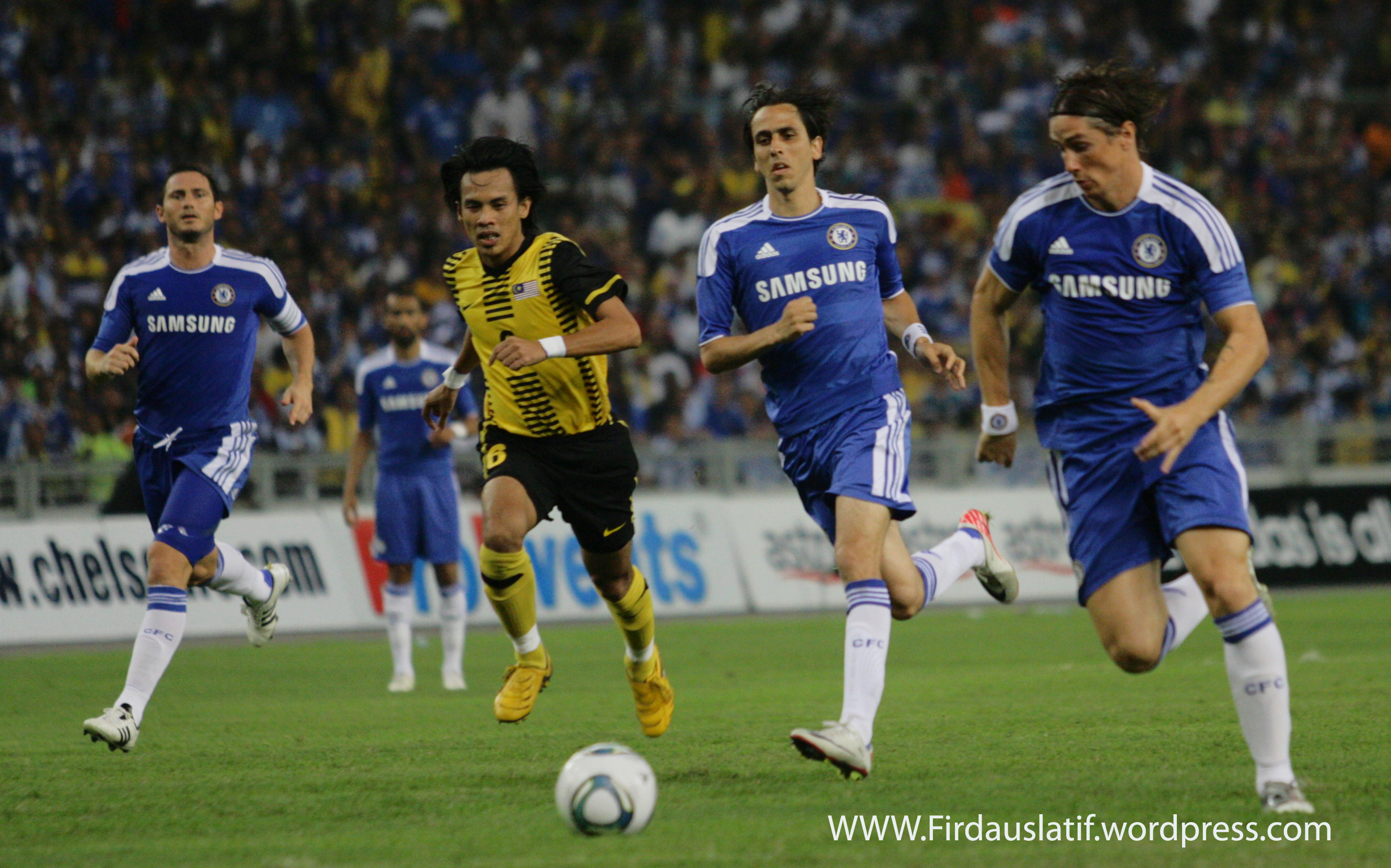
توريس مع تشيلسي في مباراة ودية أمام فريق ماليزي

في 27 يناير 2011، قدم نادي تشيلسي الإنجليزي عرضًا غير رسمي لضمّ توريس مقابل 40 مليون يورو، إلا أنه رُفض من قبل ليفربول. وتبعه في اليوم التالي عرضٌ رسمي لكنه قوبل بالرفض أيضًا، إلى أن وافق الناديان على صفقة انتقال لمدة خمس سنوات ونصف بقيمة قيل أنها بلغت 50 مليون دولار، وذلك في 31 يناير 2011. وكانت الصفقة وقتها هي الأغلى في تاريخ الأندية البريطانية وسادس أغلى صفقة انتقال في تاريخ كرة القدم.
شارك توريس مع تشيلسي للمرة الأولى في السادس من فبراير في مباراة انتهت بالهزيمة أمام فريقه السابق ليفربول. وفي الثالث والعشرين من أبريل 2011، أحرز توريس هدفه الأول مع تشيلسي في مباراة أمام وست هام يونايتد انتهت بفوز بثلاث أهداف مقابل لا شيء،
وأتى الهدف بعدما لعب توريس 903 دقيقة دون إحراز أي أهداف، وهو الهدف الوحيد الذي أحرزه خلال المباريات الثمانية عشر التي لعبها في موسم 2010-11.

#### موسم 2011-12
بدأ توريس موسم 2011-12 مع تشيلسي بتعادل سلبي أمام ستوك سيتي في 14 أغسطس 2011. سجل هدفه الثاني مع تشيلسي - والأول له هذا الموسم - في 18 سبتمبر 2011 خلال مباراة خارج أرضه ضد مانشستر يونايتد، الهدف الوحيد للفريق في المباراة التي خسر فيها 3-1. سجل هدفه الثاني هذا الموسم على أرضه أمام سوانزي سيتي في فوز 4-1. بعد عشر دقائق من هدفه، أدى إقدامه على مارك غوير إلى أول بطاقة حمراء له في إنجلترا وإيقاف محلي لثلاث مباريات. في 19 أكتوبر 2011، سجل توريس هدفين في فوز 5-0 ضد جينك البلجيكي في دوري أبطال أوروبا، وهو الأول له في أوروبا منذ ربع نهائي دوري أبطال أوروبا 2008-09 مع ناديه القديم ليفربول، ضد تشيلسي. جاءت أهدافه التالية مع تشيلسي بعد تسجيله هدفين ومساعدة في هدفين آخرين ضد فريق البطولة الإنجليزية ليستر سيتي في ربع نهائي كأس الاتحاد الإنجليزي في 18 مارس 2012، منهياً بذلك جفاف التهديف الذي امتد 24 مباراة. في 31 مارس 2012، سجل توريس هدفه الأول في الدوري الممتاز منذ 24 سبتمبر 2011 ضد أستون فيلا في فوز 4-2 خارج الأرض.
جاء توريس كبديل لدروغبا في 24 أبريل 2012 ليسجل هدفًا في الدقيقة الأخيرة ضد برشلونة في نصف نهائي دوري أبطال أوروبا، مما أعطى تشيلسي التعادل 2-2، وعزز خروج برشلونة من البطولة. كان تشيلسي ليفوز بالفعل على أساس قاعدة الأهداف خارج الأرض، لكنه فاز في النهاية بمجموع النتيجة 2-3 ثم سجل أول ثلاثية في مسيرته مع تشيلسي في الفوز 6-1 على كوينز بارك رينجرز على ملعب ستامفورد بريدج في 29 أبريل 2012. جاء توريس في النصف الثاني من نهائي دوري أبطال أوروبا 2012 في 19 مايو 2012، مباشرة بعد الهدف الافتتاحي لبايرن ميونيخ، وبعد التعادل 1-1 بعد الوقت الإضافي فاز تشيلسي بركلات الترجيح 4-3. أنهى النينيو موسمه الأول الكامل مع تشيلسي برصيد 11 هدف في 49 مباراة.

#### موسم 2012-13

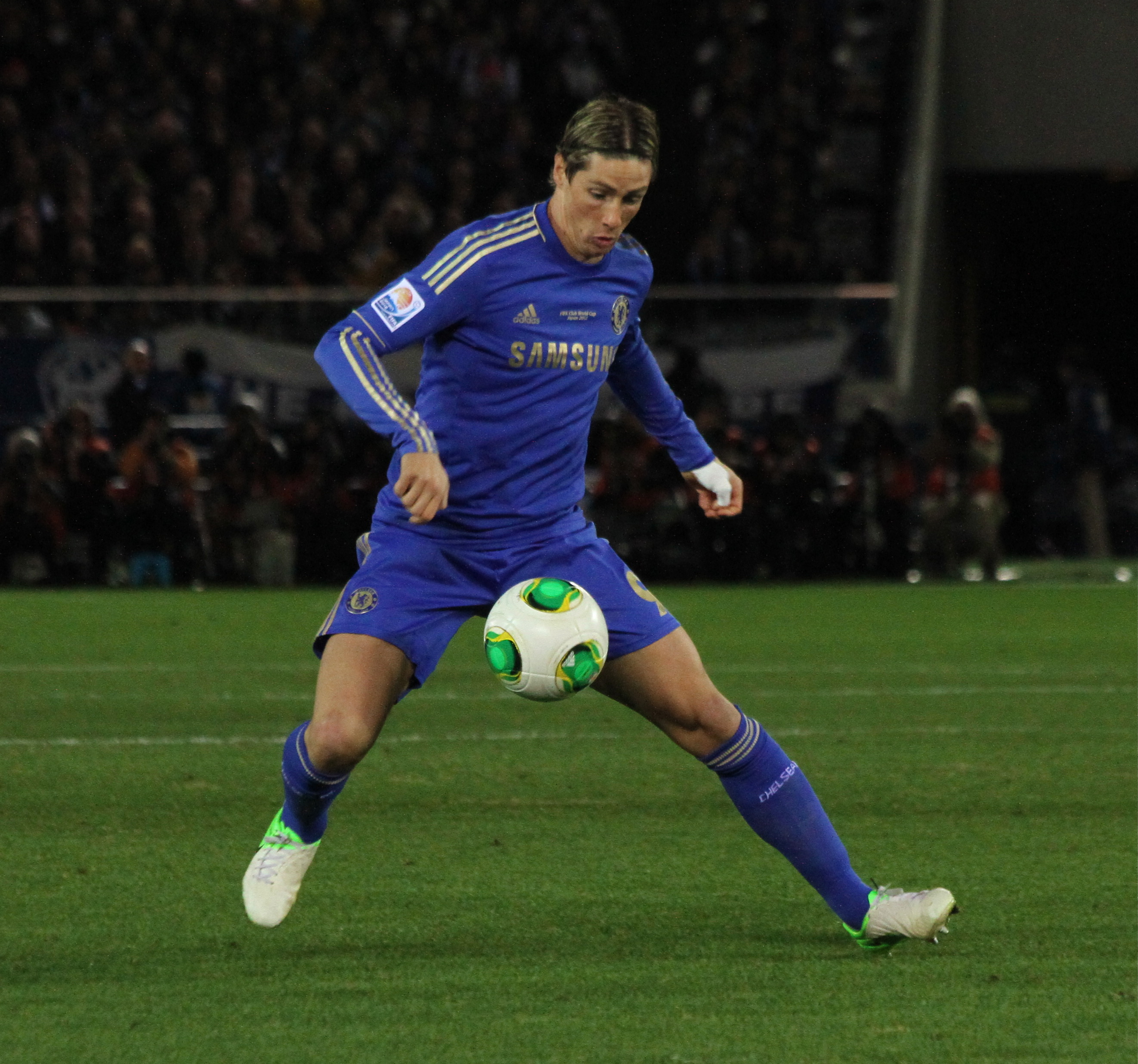
توريس مع تشيلسي في كأس العالم للأندية 2012

بدأ توريس موسم 2012-13 في مباراة في درع الاتحاد الإنجليزي 2012 أمام مانشستر سيتي على ملعب فيلا بارك، وفيها أحرز الهدف الافتتاحي، إلا أن المباراة انتهت بخسارة تشيلسي 3-2. في 19 أغسطس 2012، لعب في المباراة الأولى للفريق في الدوري وانتهت المباراة بالفوز أمام ويغان أتلتيك. وأحرز هدفه الأول في الموسم في المباراة التالية التي لعبها تشيلسي في 22 أغسطس في مباراة أمام نادي ريدنغ وانتهت بفوز 4-2، وسجل في مرمى نيوكاسل يونايتد وأرسنال ونورويتش سيتي، ووصل تشيلسي إلى صدارة المجموعة في الأسابيع الأولى من الموسم.
طُرد توريس في مباراة أمام مانشستر يونايتد بعد تلقيه بطاقتين، في المباراة التي كانت في 28 أكتوبر 2012، مما جعل فريقه تسع لاعبين فقط بعد طرد زميله برانيسلاف إيفانوفيتش؛ لتنتهي المباراة بخسارة 3-2. سجل توريس هدفه الأول في دوري أبطال أوروبا لهذا الموسم أمام شاختار دونيتسك في الدقيقة السادسة بعد عودة الكرة من المدافع إلى حارس المرمى أندريه بياتوف الذي شتّت الكرة ليسددها توريس داخل الشباك، وقد انتهت المباراة بفوز تشيلسي 3-2 بعد هدف فيكتور موسيس في الدقيقة 94. في 21 نوفمبر 2012، غادر روبرتو دي ماتيو دوره كمدرب لتشيلسي ليحلّ محله رافائيل بينيتيز، الذي سبق له أن درب توريس في ليفربول. قال البعض أن أحد أسباب تعيين بينيتيز هو مساعدة توريس على العودة إلى أفضل حالاته.
أنهى توريس فترة جفاف في التهديف امتدت لأكثر من 11 ساعة من اللعب بهدفين في فوز بستة أهداف لتشيلسي على نوردسجيلاند مقابل هدف وحيد في دوري الأبطال في 5 ديسمبر 2012. بعد ثلاثة أيام، سجل هدفين آخرين، منهيًا سلسلة من ثماني مباريات في الدوري الممتاز بدون هدف، حيث فاز تشيلسي على سندرلاند 3-1. ثم سجل هدفًا في فوز تشيلسي في نصف نهائي كأس العالم للأندية 2012 بنتيجة 3-1 ضد مونتيري من الدوري المكسيكي في 13 ديسمبر 2012، قبل أن يلعب في المباراة التي خسرها 1-0 أمام الفريق البرزيلي في المباراة النهائية بعد ثلاثة أيام.
في 14 مارس 2013، سجل توريس الهدف الثالث عندما هزم تشيلسي ستيوا بوكوريتي 3-1 ليتقدم 3-2 في مجموع المباراتين إلى ربع نهائي الدوري الأوروبي. بهذا الهدف، أصبح توريس أول لاعب يسجل في سبع مسابقات مختلفة في موسم واحد. سجل هدفين ضد روبن كازان في الفوز 3-1 في مباراة الذهاب من ربع نهائي الدوري الأوروبي في 4 أبريل 2013، قبل أن يسجل مرة أخرى في مباراة الإياب 3-2، مع تقدم تشيلسي إلى نصف النهائي 5– 4 في المجموع. سجل توريس الهدف الافتتاحي في فوز تشيلسي 2-1 على بنفيكا في نهائي الدوري الأوروبي 2013 في 15 مايو 2013. خلال المباراة النهائية للموسم، التي فاز فيها 2-1 على أرضه ضد إيفرتون، سجل هدفه الأول في الدوري عام 2013، وأنهى الموسم برصيد 22 هدفًا في 64 مباراة.

#### موسم 2013-14
اختار مدرب تشيلسي الجديد جوزيه مورينيو توريس ليبدأ ضد هال سيتي في اليوم الافتتاحي لموسم 2013-14، حيث فاز بضربة جزاء في الدقيقة الخامسة. سجل هدفه الأول هذا الموسم في كأس السوبر الأوروبي 2013 ضد بايرن ميونيخ. في 28 سبتمبر 2013، طُرد بعد تلقيه بطاقتين صفراوين في تعادل تشيلسي 1-1 في الدوري الإنجليزي الممتاز أمام توتنهام هوتسبر على ملعب وايت هارت لين.
بدأ توريس بدايته رقم 100 مع تشيلسي ضد شالكه 04 في مباراة دوري أبطال أوروبا في 22 أكتوبر 2013 واحتفل بالمناسبة بتسجيل هدفين في الفوز 3-0. جاء هدفه الأول في الدوري الإنجليزي الممتاز هذا الموسم في 27 أكتوبر حيث سجل هدف الفوز في الدقيقة 90 في مواجهة منافس اللقب مانشستر سيتي، بينما قدم أيضًا تمريرة حاسمة للهدف الافتتاحي لأندريه شورل.

### إيه سي ميلان
انتقل توريس إلى إيه سي ميلان في إعارة لمدة عامين في الحادي والثلاثين من أغسطس 2014، وشارك للمرة الأولى مع الفريق في 20 سبتمبر 2014 عندما حلّ مكان أندريا بولي في مباراة أمام يوفنتوس قبل انتهاء المباراة بنحو ربع ساعة وقد انتهت المباراة بفوز يوفنتوس بهدف مقابل لاشيء، وأحرز هدفه الأول بعد يومين في مباراة أمام إمبولي انتهت بالتعادل 2-2.

### العودة لأتلتيكو مدريد

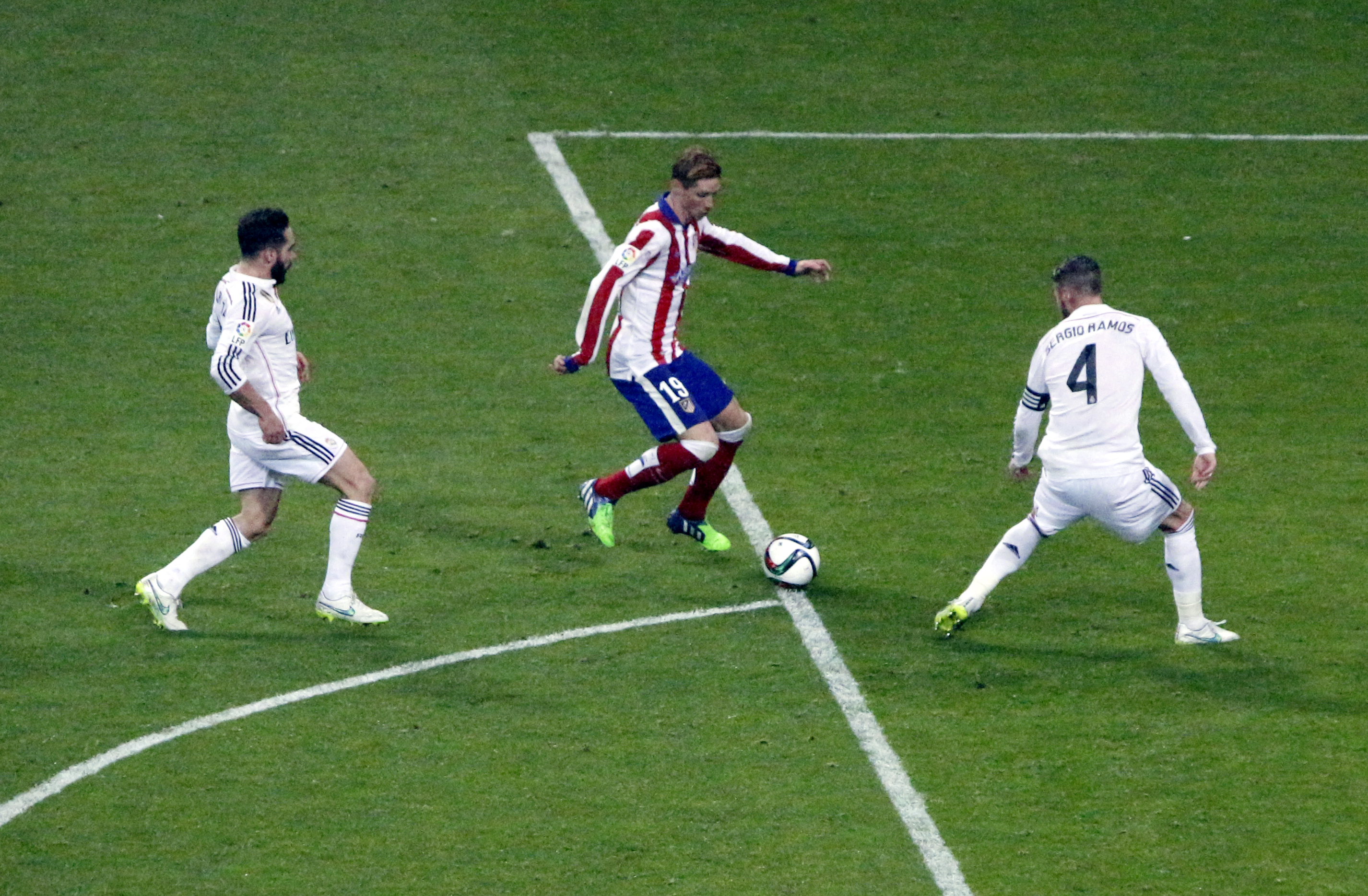
توريس بعد عودته إلى أتلتيكو مدريد يتقدم نحو المرمى في مباراة أمام ريال مدريد في دور الـ 16 من بطولة كأس الملك 2015

في 27 ديسمبر 2014، أُعلن أن انتقال توريس إلى ميلان سيصبح دائمًا في 5 يناير 2015، ولكن بعد يومين، وافق على الانضمام إلى أتلتيكو مدريد على سبيل الإعارة حتى نهاية 2015-16 الموسم. تمت الموافقة على الإعارة بعد أن ذهب أليسيو سيرسي في الاتجاه المعاكس من أتلتيكو إلى ميلان في نفس اليوم (5 يناير). أُقيم حفل لتقديم توريس في ملعب فيسنتي كالديرون في 4 يناير 2015 وحضره 45,000 شخص. لعب مباراته الأولى في 7 يناير 2015، ابتداءً من مباراة الذهاب في دور الستة عشر لكأس الملك ضد ريال مدريد ولم يسدد على المرمى واستبدل بكوكي بعد 59 دقيقة، لكن أتلتيكو فاز 2-0. بعد ثمانية أيام في مباراة الإياب، سجل هدفين - في الدقيقة الأولى من كل شوط - مع تقدم أتلتيكو. وسجل توريس في الدقيقة الأولى مرة أخرى في ربع النهائي، وكان ذلك في الهزيمة 2-3 على أرضه أمام برشلونة. في يوليو 2016 وقع عقدًا لسنة أخرى مع النادي. في 3 مارس 2017، تعافى توريس من إصابة في الرأس.

### ساغان توسو
وقع توريس لنادي ساغان توسو الذي يلعب في الدوري الياباني الدرجة الأولى في العاشر من يوليو 2018. وأحرز هدفه الأول مع النادي في 22 أغسطس في كأس الإمبراطور، وذلك في مباراة في الجولة الرابعة انتهت بفوز فريقه أمام فيسيل كوبه. وأحرز الهدف الأول له في الدوري بعد خمس أيام في مباراة أمام غامبا أوساكا.

### الاعتزال
أعلن توريس في 21 يونيو 2019 أنه سيعتزل كرة القدم. وقدم مباراة الاعتزال مع ساغان توسو في الدوري الياباني أمام فيسيل كوبه في 23 أغسطس 2019، وواجه فيها رفاقه سابقًا في المنتخب الإسباني أندريس إنييستا ودافيد فيا، وانتهت المباراة بهزيمة ساغان توسو 6-1.

## مسيرته الدولية

### البداية
شارك توريس للمرة الأولى مع الفريق الأول لمنتخب إسبانيا لكرة القدم في السادس من سبتمبر 2003 في مباراة ودية أمام البرتغال، وسجل هدفه الأول في مباراة أمام إيطاليا في 28 أبريل 2004. وقد اختير ضمن تشكيلة الفريق ليورو 2004. ولعب كاحتياطي في أول مبارتين في مرحلة المجموعات التي لم يتجاوزها الفريق، ولعب كأساسي في المباراة الأخيرة أمام البرتغال والتي خسرت فيها إسبانيا بهدف مقابل لاشيء.

### المشاركة في كأس العالم 2006
شارك توريس في 11 مباراة في تصفيات كأس العالم 2006 واستطاع تسجيل 7 أهداف، ليصبح أكثر لاعبي المنتخب تسجيلاً في التصفيات، ومن بينهم هدفان في شباك المنتخب البلجيكي وهاتريك في شباك سان مارينو. أما المرة الأولى التي شارك فيها في نهائيات كأس العالم فقد كانت بمباراة أمام منتخب أوكرانيا، حيث أحرز توريس هدفًا في المباراة التي انتهت 4-0. وفي المباراة التالية، في مرحلة المجموعات، أحرز هدفان في شباك منتخب تونس، الأول في الدقيقة 76 والثاني ضربة جزاء في الدقيقة التسعين، وقد تصدر المنتخب الإسباني مجموعته، لكنه خسر في دور الـ 16 أمام فرنسا.

### الفوز بيورو 2008
شارك توريس في التشكيلة الأساسية لمنتخب إسبانيا في بطولة أمم أوروبا 2008، ولعب المباراة الأولى أمام منتخب روسيا وأحرز في المباراة التالية هدفه الأول في البطولة في فوز على السويد 2-1، وفي النهائي أمام ألمانيا، انتهت المباراة بنتيجة 4-0 لاسبانيا وسجل توريس الهدف الثالث وحصل في هذه البطولة على هداف البطولة.

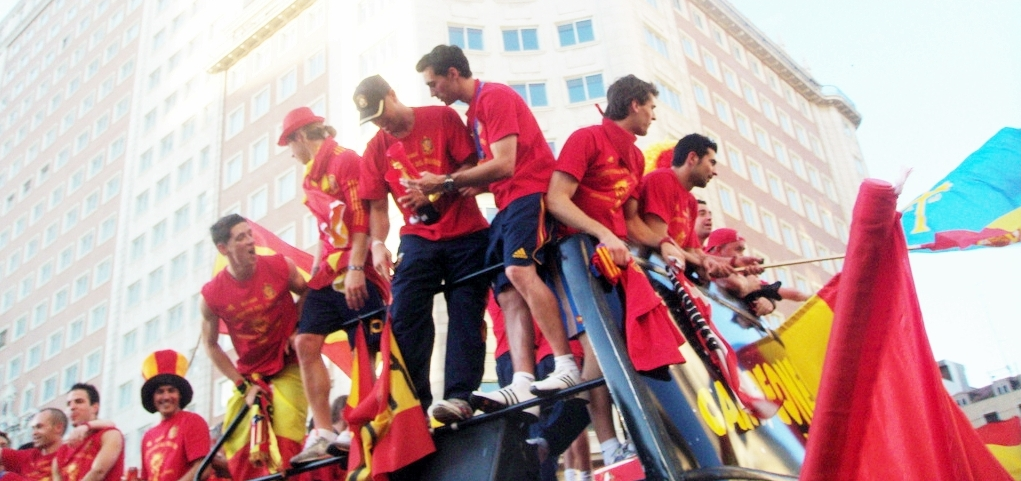
توريس يحتقل مع المنتخب الإسباني بالفوز في كأس العالم 2010

### أبطال كأس العالم 2010
شارك توريس في ظهوره رقم 60 مع منتخب إسبانيا في فوز التأهل لكأس العالم 2010 على تركيا في 28 مارس 2009. قبل شهر واحد من النهائيات، خضع توريس لعملية جراحية.
اختير توريس في المنتخب الإسباني لكأس القارات 2009 في يونيو. سجل ثاني ثلاثية له مع إسبانيا بعد 17 دقيقة من مباراة كأس القارات ضد نيوزيلندا في 14 يونيو، وبذلك سجل أسرع ثلاثية للاعب إسباني. لعب في مباراة هُزموا فيها أمام الولايات المتحدة 2-0 في الدور نصف النهائي، وشارك في مباراة تحديد المركز الثالث، والتي فازت بها إسبانيا 3-2 على جنوب إفريقيا بعد الوقت الإضافي.
بعد أن خضع لعملية جراحية في الركبة في 18 أبريل 2010، وغاب عن نهاية موسم الدوري الإنجليزي الممتاز، تمت مراقبة إعادة تأهيل توريس ولياقته عن كثب من قبل مدرب إسبانيا فيسنتي ديل بوسكي. وعلى الرغم من إصابته، اختير توريس لتشكيلة إسبانيا في كأس العالم 2010 في مايو. في 8 يونيو، ظهر توريس لأول مرة على أرض الملعب منذ شهرين بالتمام، حيث جاء كبديل في الدقيقة 66 ضد بولندا في مباراة ودية قبل كأس العالم.
جاء توريس كبديل في الدقيقة 61 في المباراة الافتتاحية لكأس العالم مع إسبانيا في 16 يونيو، وهزيمة 1-0 أمام سويسرا. بدأ المباراتين التاليتين ضد هندوراس وتشيلي، وعلى الرغم من أن أداؤه في دور المجموعات وصف بأنه دون المستوى، إلا أنه حصل على دعم من المدرب ديل بوسكي. جاء توريس كبديل في الدقيقة 105 في المباراة النهائية حيث فازت إسبانيا بكأس العالم للمرة الأولى في تاريخها بعد فوز 1-0 على هولندا في 11 يوليو 2010.

### أبطال أمم أوروبا 2012

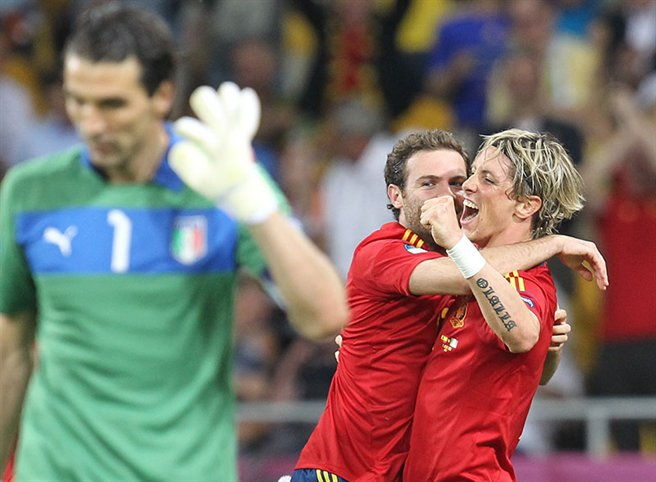
توريس يحتفل بهدفه مع خوان ماتا في المباراة النهائية في بطولة أمم أوروبا 2012 أمام إيطاليا

اختير توريس في تشكيلة ديل بوسكي ليورو 2012. في بدايته الأولى للبطولة، سجل هدفين عندما فاز منتخب إسبانيا على جمهورية أيرلندا 4-0 وأقصوهم من البطولة. في نهائي البطولة، دخل توريس كبديل ضد إيطاليا، ليسجل هدفًا ويصنع آخر في المباراة التي انتهت بأربع أهداف مقابل لاشيء، لتفوز إسبانيا ببطولة أمم أوروبا للمرة الثانية على التوالي. منحه هذا جائزة الحذاء الذهبي للبطولة بثلاثة أهداف وصناعة هدف واحد، بعد أن لعب دقائق أقل من ماريو جوميز، الذي سجل أيضًا ثلاثة أهداف وصنع واحد.
فاز توريس في مباراته رقم 100 ضد السعودية في 7 سبتمبر 2012، مما جعله سادس أكثر لاعبي منتخب إسبانيا مشاركة، وبدأ المباراة كقائد في غياب حارس المرمى إيكر كاسياس.

### 2013-14: هداف كأس القارات ونهائي كأس العالم
أصبح توريس أول لاعب في التاريخ يسجل أربعة أهداف في مباراة واحدة في كأس القارات خلال الفوز 10-0 على تاهيتي في 20 يونيو 2013 في كأس القارات 2013. كما أصبح توريس أول لاعب يسجل هاتريك في كأس القارات، وبخمس أهداف وصنع واحد فاز بالحذاء الذهبي في البطولة، قبل فريد الذي لعب لدقائق أقل.
في أول مباراة دولية له منذ 11 شهرًا، سجل توريس ركلة جزاء في مباراة استعدادية لكأس العالم ضد بوليفيا في 30 مايو 2014. في اليوم التالي، اختيره في التشكيلة النهائية لإسبانيا للبطولة، متقدماً على ألفارو نيغريدو وفرناندو يورينتي. بعد ظهور بديل في أول مباراتين للفريق، اختير توريس في التشكيلة الأساسية لمباراة المجموعة الثالثة مع تأكيد إقصاء الفريق بالفعل. وسجل الهدف الثاني لإسبانيا في المباراة التي فازت فيها بثلاث أهداف مقابل لاشيء على أستراليا في كوريتيبا.

## التدريب
في الخامس والعشرين من يوليو 2021، عيّن نادي أتلتيكو مدريد توريس كمدرب لفريق النادي تحت 19 سنة.

## إحصائيات

### الأندية
| النادي                | الموسم        | الدوريات المحلية               | الدوريات المحلية | الدوريات المحلية | الكؤوس المحلية | الكؤوس المحلية | كؤوس الدوريات | كؤوس الدوريات | البطولات القارية | البطولات القارية | المشاركات القارية | المشاركات القارية | مشاركات أخرى | مشاركات أخرى | م.      |
| النادي                | الموسم        | الدوري                         | ظهور             | أهداف            | ظهور           | أهداف          | ظهور          | أهداف         | ظهور             | أهداف            | ظهور              | أهداف             | ظهور         | أهداف        |         |
| --------------------- | ------------- | ------------------------------ | ---------------- | ---------------- | -------------- | -------------- | ------------- | ------------- | ---------------- | ---------------- | ----------------- | ----------------- | ------------ | ------------ | ------- |
| أتلتيكو مدريد         | 2000–01       | الدوري الإسباني الدرجة الثانية | 4                | 1                | 2              | 0              | —             | —             | —                | —                | —                 | —                 | 6            | 1            | [ 161 ] |
| أتلتيكو مدريد         | 2001–02       | الدوري الإسباني الدرجة الثانية | 36               | 6                | 1              | 1              | —             | —             | —                | —                | —                 | —                 | 37           | 7            | [ 162 ] |
| أتلتيكو مدريد         | 2002–03       | الدوري الإسباني                | 29               | 13               | 3              | 1              | —             | —             | —                | —                | —                 | —                 | 32           | 14           | [ 163 ] |
| أتلتيكو مدريد         | 2003–04       | الدوري الإسباني                | 35               | 19               | 5              | 2              | —             | —             | —                | —                | —                 | —                 | 40           | 21           | [ 164 ] |
| أتلتيكو مدريد         | 2004–05       | الدوري الإسباني                | 38               | 16               | 6              | 2              | —             | —             | 5                | 2                | —                 | —                 | 49           | 20           | [ 165 ] |
| أتلتيكو مدريد         | 2005–06       | الدوري الإسباني                | 36               | 13               | 4              | 0              | —             | —             | —                | —                | —                 | —                 | 40           | 13           | [ 166 ] |
| أتلتيكو مدريد         | 2006–07       | الدوري الإسباني                | 36               | 14               | 4              | 1              | —             | —             | —                | —                | —                 | —                 | 40           | 15           | [ 167 ] |
| أتلتيكو مدريد         | المجموع       | المجموع                        | 214              | 82               | 25             | 7              | —             | —             | 5                | 2                | —                 | —                 | 244          | 91           |         |
| ليفربول               | 2007–08       | الدوري الإنجليزي               | 33               | 24               | 1              | 0              | 1             | 3             | 11               | 6                | —                 | —                 | 46           | 33           | [ 168 ] |
| ليفربول               | 2008–09       | الدوري الإنجليزي               | 24               | 14               | 3              | 1              | 2             | 0             | 9                | 2                | —                 | —                 | 38           | 17           | [ 169 ] |
| ليفربول               | 2009–10       | الدوري الإنجليزي               | 22               | 18               | 2              | 0              | 0             | 0             | 8                | 4                | —                 | —                 | 32           | 22           | [ 170 ] |
| ليفربول               | 2010–11       | الدوري الإنجليزي               | 23               | 9                | 1              | 0              | 0             | 0             | 2                | 0                | —                 | —                 | 26           | 9            | [ 171 ] |
| ليفربول               | المجموع       | المجموع                        | 102              | 65               | 7              | 1              | 3             | 3             | 30               | 12               | —                 | —                 | 142          | 81           |         |
| تشيلسي                | 2010–11       | الدوري الإنجليزي               | 14               | 1                | —              | —              | —             | —             | 4                | 0                | —                 | —                 | 18           | 1            | [ 171 ] |
| تشيلسي                | 2011–12       | الدوري الإنجليزي               | 32               | 6                | 6              | 2              | 1             | 0             | 10               | 3                | —                 | —                 | 49           | 11           | [ 172 ] |
| تشيلسي                | 2012–13       | الدوري الإنجليزي               | 36               | 8                | 5              | 1              | 4             | 2             | 16               | 9                | 3                 | 2                 | 64           | 22           | [ 173 ] |
| تشيلسي                | 2013–14       | الدوري الإنجليزي               | 28               | 5                | 2              | 0              | 1             | 1             | 10               | 5                | 0                 | 0                 | 41           | 11           | [ 174 ] |
| تشيلسي                | 2014–15       | الدوري الإنجليزي               | 0                | 0                | —              | —              | —             | —             | —                | —                | —                 | —                 | 0            | 0            | [ 175 ] |
| تشيلسي                | المجموع       | المجموع                        | 110              | 20               | 13             | 3              | 6             | 3             | 40               | 17               | 3                 | 2                 | 172          | 45           |         |
| إيه سي ميلان (إعارة)  | 2014–15       | الدوري الإيطالي                | 10               | 1                | —              | —              | —             | —             | —                | —                | —                 | —                 | 10           | 1            | [ 176 ] |
| أتلتيكو مدريد (إعارة) | 2014–15       | الدوري الإسباني                | 19               | 3                | 4              | 3              | —             | —             | 3                | 0                | —                 | —                 | 26           | 6            | [ 177 ] |
| أتلتيكو مدريد (إعارة) | 2015–16       | الدوري الإسباني                | 30               | 11               | 2              | 0              | —             | —             | 12               | 1                | —                 | —                 | 44           | 12           | [ 178 ] |
| أتلتيكو مدريد         | 2016–17       | الدوري الإسباني                | 31               | 8                | 5              | 1              | —             | —             | 9                | 1                | —                 | —                 | 45           | 10           | [ 179 ] |
| أتلتيكو مدريد         | 2017–18       | الدوري الإسباني                | 27               | 5                | 6              | 3              | —             | —             | 12               | 2                | —                 | —                 | 45           | 10           | [ 180 ] |
| أتلتيكو مدريد         | المجموع       | المجموع                        | 107              | 27               | 17             | 7              | —             | —             | 36               | 4                | —                 | —                 | 160          | 38           |         |
| ساغان توسو            | 2018          | الدوري الياباني                | 17               | 3                | 2              | 1              | 0             | 0             | —                | —                | —                 | —                 | 19           | 4            | [ 176 ] |
| ساغان توسو            | 2019          | الدوري الياباني                | 18               | 2                | 1              | 1              | 2             | 0             | —                | —                | —                 | —                 | 21           | 3            | [ 176 ] |
| ساغان توسو            | المجموع       | المجموع                        | 35               | 5                | 3              | 2              | 2             | 0             | —                | —                | —                 | —                 | 40           | 7            |         |
| المجموع الكلي         | المجموع الكلي | المجموع الكلي                  | 578              | 200              | 65             | 20             | 11            | 6             | 111              | 35               | 3                 | 2                 | 768          | 263          |         |

### منتخب إسبانيا
| #  | التاريخ        | المكان                                           | المشاركة | الخصم             | الهدف | النتيجة | المنافسة                     | م.      |
| -- | -------------- | ------------------------------------------------ | -------- | ----------------- | ----- | ------- | ---------------------------- | ------- |
| 1  | 28 أبريل 2004  | ملعب لويجي فيراريس، جنوة، إيطاليا                | 5        | إيطاليا           | 1–0   | 1–1     | ودية                         |         |
| 2  | 9 فبراير 2005  | ملعب ألعاب البحر الأبيض المتوسط، ألمرية، إسبانيا | 15       | سان مارينو        | 2–0   | 5–0     | تصفيات كأس العالم 2006       | [ 181 ] |
| 3  | 26 مارس 2005   | ملعب إل هيلمانتيكو، سلامنكا، إسبانيا             | 16       | الصين             | 1–0   | 3–0     | ودية                         | [ 182 ] |
| 4  | 8 أكتوبر 2005  | ملعب الملك بودوان، بروكسل، بلجيكا                | 23       | بلجيكا            | 1–0   | 2–0     | تصفيات كأس العالم 2006       | [ 183 ] |
| 5  | 8 أكتوبر 2005  | ملعب الملك بودوان، بروكسل، بلجيكا                | 23       | بلجيكا            | 2–0   | 2–0     | تصفيات كأس العالم 2006       | [ 183 ] |
| 6  | 12 أكتوبر 2005 | ملعب سان مارينو، سرافاله، سان مارينو             | 24       | سان مارينو        | 2–0   | 6–0     | تصفيات كأس العالم 2006       | [ 184 ] |
| 7  | 12 أكتوبر 2005 | ملعب سان مارينو، سرافاله، سان مارينو             | 24       | سان مارينو        | 5–0   | 6–0     | تصفيات كأس العالم 2006       | [ 184 ] |
| 8  | 12 أكتوبر 2005 | ملعب سان مارينو، سرافاله، سان مارينو             | 24       | سان مارينو        | 6–0   | 6–0     | تصفيات كأس العالم 2006       | [ 184 ] |
| 9  | 12 نوفمبر 2005 | ملعب فيسنتي كالديرون، مدريد، إسبانيا             | 25       | سلوفاكيا          | 3–1   | 5–1     | تصفيات كأس العالم 2006       | [ 185 ] |
| 10 | 7 يونيو 2006   | ملعب جنيف، كاروج، سويسرا                         | 30       | كرواتيا           | 2–1   | 2–1     | ودية                         | [ 186 ] |
| 11 | 14 يونيو 2006  | ريد بل أرينا (لايبزيغ)، لايبزيغ، ألمانيا         | 31       | أوكرانيا          | 4–0   | 4–0     | كأس العالم 2006              | [ 187 ] |
| 12 | 19 يونيو 2006  | مرسيدس بنز أرينا، شتوتغارت، ألمانيا              | 32       | تونس              | 2–1   | 3–1     | كأس العالم 2006              |         |
| 13 | 19 يونيو 2006  | مرسيدس بنز أرينا، شتوتغارت، ألمانيا              | 32       | تونس              | 3–1   | 3–1     | كأس العالم 2006              |         |
| 14 | 2 سبتمبر 2006  | ملعب فيفرو الجديد، بطليوس، إسبانيا               | 36       | ليختنشتاين        | 1–0   | 4–0     | تصفيات بطولة أمم أوروبا 2008 | [ 188 ] |
| 15 | 12 سبتمبر 2007 | ستاد كارلوس تارتيري، أوفييدو، إسبانيا            | 45       | لاتفيا            | 2–0   | 2–0     | تصفيات بطولة أمم أوروبا 2008 | [ 189 ] |
| 16 | 14 يونيو 2008  | ملعب تيفولي الجديد، إنسبروك، النمسا              | 51       | السويد            | 1–0   | 2–1     | بطولة أمم أوروبا 2008        | [ 190 ] |
| 17 | 29 يونيو 2008  | ملعب إرنست هابل، فيينا، النمسا                   | 54       | ألمانيا           | 1–0   | 1–0     | نهائي بطولة أمم أوروبا 2008  |         |
| 18 | 19 نوفمبر 2008 | ملعب لا سيراميكا، فياريال، إسبانيا               | 58       | تشيلي             | 2–0   | 3–0     | ودية                         | [ 191 ] |
| 19 | 9 يونيو 2009   | ملعب توفيق بهراموف الجمهوري، باكو، أذريبجان      | 62       | أذربيجان          | 6–0   | 6–0     | ودية                         | [ 192 ] |
| 20 | 14 يونيو 2009  | ملعب رويال بافوكينغ، روستنبرغ، جنوب أفريقيا      | 63       | نيوزيلندا         | 1–0   | 5–0     | كأس القارات 2009             |         |
| 21 | 14 يونيو 2009  | ملعب رويال بافوكينغ، روستنبرغ، جنوب أفريقيا      | 63       | نيوزيلندا         | 2–0   | 5–0     | كأس القارات 2009             |         |
| 22 | 14 يونيو 2009  | ملعب رويال بافوكينغ، روستنبرغ، جنوب أفريقيا      | 63       | نيوزيلندا         | 3–0   | 5–0     | كأس القارات 2009             |         |
| 23 | 12 أغسطس 2009  | فيليب الثاني أرينا، إسكوبية، مقدونيا             | 68       | مقدونيا           | 1–2   | 3–2     | ودية                         | [ 193 ] |
| 24 | 8 يونيو 2010   | ملعب نويفا كوندومينا، مرسية، إسبانيا             | 73       | بولندا            | 5–0   | 6–0     | ودية                         | [ 194 ] |
| 25 | 3 سبتمبر 2010  | ملعب راين بارك، فادوتس، ليختنشتاين               | 81       | ليختنشتاين        | 1–0   | 4–0     | تصفيات بطولة أمم أوروبا 2012 | [ 195 ] |
| 26 | 3 سبتمبر 2010  | ملعب راين بارك، فادوتس، ليختنشتاين               | 81       | ليختنشتاين        | 3–0   | 4–0     | تصفيات بطولة أمم أوروبا 2012 | [ 195 ] |
| 27 | 4 يونيو 2011   | ملعب جيليت، فوكسبورو، الولايات المتحدة           | 85       | الولايات المتحدة  | 4–0   | 4–0     | ودية                         | [ 196 ] |
| 28 | 30 مايو 2012   | ملعب دي سويس، برن، سويسرا                        | 92       | كوريا الجنوبية    | 1–0   | 4–1     | ودية                         | [ 197 ] |
| 29 | 14 يونيو 2012  | ملعب إنيرغا غدانسك، غدانسك، بولندا               | 95       | أيرلندا           | 1–0   | 4–0     | بطولة أمم أوروبا 2012        |         |
| 30 | 14 يونيو 2012  | ملعب إنيرغا غدانسك، غدانسك، بولندا               | 95       | أيرلندا           | 3–0   | 4–0     | بطولة أمم أوروبا 2012        |         |
| 31 | 1 يوليو 2012   | مجمع أولمبيسكي الوطني الرياضي، كييف، أوكرانيا    | 98       | إيطاليا           | 3–0   | 4–0     | نهائي بطولة أمم أوروبا 2012  |         |
| 32 | يونيو 2013     | ملعب ماراكانا، ريو دي جانيرو، البرازيل           | 103      | بولينزيا الفرنسية | 1–0   | 10–0    | كأس القارات 2013             |         |
| 33 | يونيو 2013     | ملعب ماراكانا، ريو دي جانيرو، البرازيل           | 103      | بولينزيا الفرنسية | 3–0   | 10–0    | كأس القارات 2013             |         |
| 34 | يونيو 2013     | ملعب ماراكانا، ريو دي جانيرو، البرازيل           | 103      | بولينزيا الفرنسية | 6–0   | 10–0    | كأس القارات 2013             |         |
| 35 | يونيو 2013     | ملعب ماراكانا، ريو دي جانيرو، البرازيل           | 103      | بولينزيا الفرنسية | 9–0   | 10–0    | كأس القارات 2013             |         |
| 36 | 23 يونيو 2013  | ملعب كاستيلاو، فورتاليزا، البرازيل               | 104      | نيجيريا           | 2–0   | 3–0     | كأس القارات 2013             | [ 198 ] |
| 37 | 30 مايو 2014   | ملعب رامون سانشيز بيزخوان، إشبيلية، إسبانيا      | 107      | بوليفيا           | 1–0   | 2–0     | ودية                         | [ 199 ] |
| 38 | 21 يونيو 2014  | ملعب أرينا دي بايكسادا، كوريتيبا، البرازيل       | 110      | أستراليا          | 2–0   | 3–0     | كأس العالم 2014              |         |

## الألقاب والجوائز

### مع الأندية
أتلتيكو مدريد
- الدوري الإسباني الدرجة الثانية: 2001–02
- الدوري الأوروبي: 2017-18[200]
- وصيف دوري أبطال أوروبا: 2015-16[201]

تشيلسي
- كأس الاتحاد الإنجليزي: 2011-12
- دوري أبطال أوروبا: 2011-12
- الدوري الأوروبي: 2012-13
- وصيف كأس العالم للأندية: 2012[202]

### مع المنتخب
إسبانيا تحت 16
- بطولة أمم أوروبا تحت 16 سنة: 2001[es 6]

إسبانيا تحت 19
- بطولة أمم أوروبا تحت 19 سنة: 2002[es 6]

إسبانيا
- كأس العالم لكرة القدم: 2010
- بطولة أمم أوروبا: 2008 ، 2012

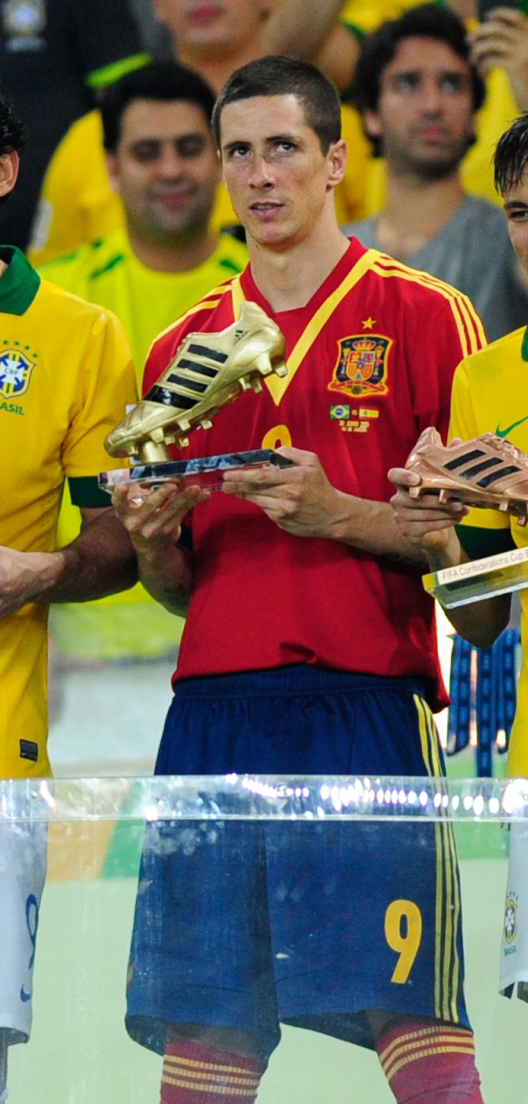
توريس مع منتخب إسبانيا، حاملاً الحذاء الذهبي في كأس القارات 2013

- وصيف كأس القارات : 2013 ؛ المركز الثالث: 2009

### بصفة فردية
- أفضل لاعب في بطولة أمم أوروبا تحت 16 سنة: 2001[203]
- هداف بطولة أمم أوروبا تحت 16 سنة: 2001[204]
- أفضل لاعب في بطولة أمم أوروبا تحت 19 سنة: 2002[es 6]
- هداف بطولة أمم أوروبا تحت 19 سنة: 2002[205]
- جائزة ليفربول لأفضل لاعب في الموسم: 2007–08[206]
- فريق العام من اتحاد لاعبي كرة القدم المحترفين: 2007–08، 2008–09[207]
- لاعب الشهر في الدوري الإنجليزي الممتاز: فبراير 2008 ، سبتمبر 2009[208]
- هدف الشهر لبي بي سي [الإنجليزية]‏: أبريل 2009[209]
- نهائي كأس الأمم الأوروبية 2008: رجل المباراة[210]
- جائزة اليويفا لأفضل فريق: 2008
- فيفبرو:2008، 2009[211]
- فريق العام لمنظمة وسائل الإعلام الرياضية الأوروبية: 2007–08[212]
- أفضل لاعب كرة قدم في العالم (المركز الثالث): 2008[213]
- جائزة الكرة الذهبية (المركز الثالث): 2008[214]
- الحذاء الفضي لكأس القارات: 2009[215]
- جائزة أمير أستورياس للرياضة: 2010[216]
- نيشان الاستحقاق الرياضي الملكي: 2011[es 7]
- الحذاء الذهبي لبطولة أمم أوروبا: 2012
- جائزة ماركا ليندا: 2012[es 8]
- الحذاء الذهبي لكأس القارات: 2013[217]

## ملعب فرناندو توريس

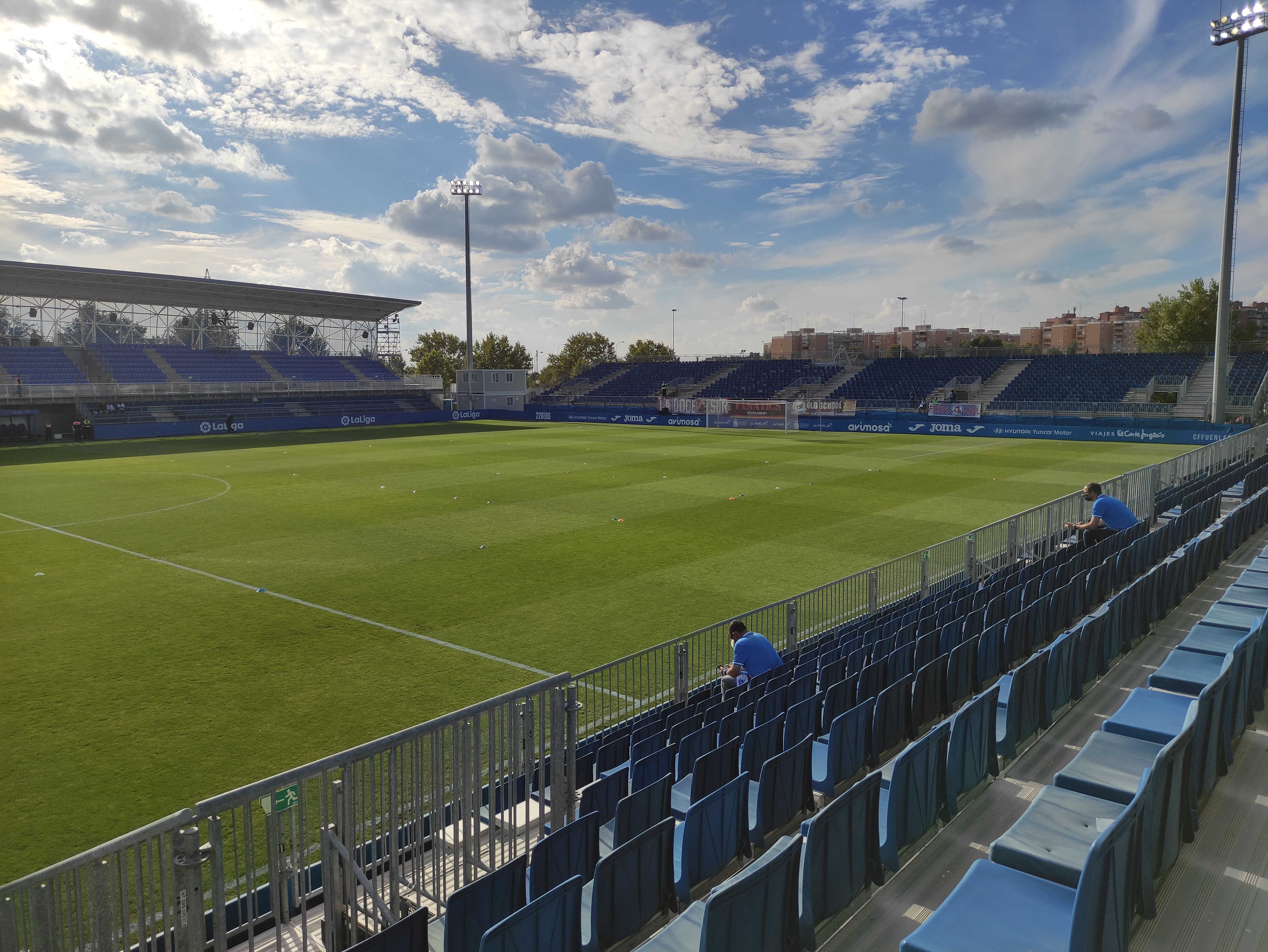
ملعب فرناندو توريس في فوينلابرادا، منطقة مدريد

في 2011 افتتح استاديو فرناندو توريس (بالإسبانية: Estadio Fernando Torres) في مدينة فوينلابرادا مسقطَ رأسه، تكريمًا لمسيرته، ويسع الملعب 7,500 متفرج.

## حياته الشخصية

### عائلته
والده هو خوسيه توريس ووالدته هي فلوري سانز. لدى فرناندو شقيقان أكبر منه: إسرائيل، الذي ولد عام 1977، وماريا باز التي ولدت عام 1976. تزوج من أولالا دويمينغيز ليست (بالإسبانية: Olalla Domínguez Liste) في 27 مايو 2009 في عقد زواج خاص اقتصر على اثنين من الشهود في مبنى بلدية بمدريد. حظيا بطفلهما الأول: نورا، التي ولدت في الثامن من يوليو 2009، ثم ليو، في السادس من ديسمبر 2010، والذي ولد في مدينة ليفربول.

### ثروته

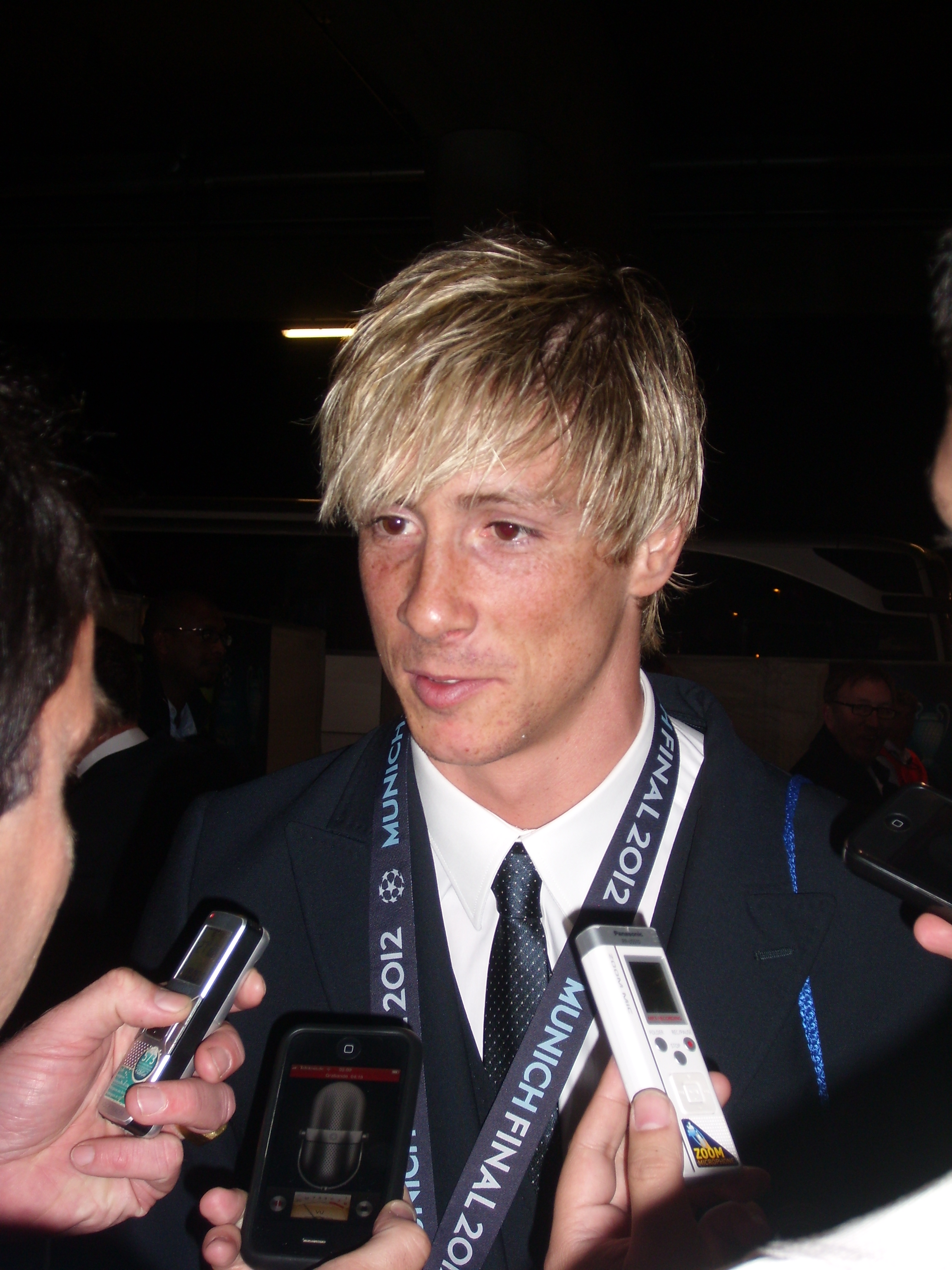
توريس أثناء حوار صحفي
، 2012

في عام 2009، أشارت تقارير أن توريس قد جمع ثروة شخصية قدرها 14 مليون جنيه استرليني.

### ظهوره الفني
ظهر توريس في فيديو أغنية لفرقة البوب-روك الإسبانية إل كانتو ديل لوكو (بالإسبانية: El Canto del Loco)، التي يعتبر مغنيها داني مارتن أحد المقربين من توريس. كما ظهر بدور كاميو في الفيلم الكوميدي تورنيت 3: إل بروتكتور.

### اهتماماته
توريس من المعجبين بأعمال الكاتب والروائي الإنجليزي جون رونالد تولكين ولديه وشم «فرناندو» على ساعده الأيسر بأبجدية لغة "تنغوار" التي ابتكرها الكاتب.

### سيرته الذاتية
في عام 2009، أصدر سيرة ذاتية بعنوان «توريس: النينو: قصتي».

## روابط خارجية
- فرناندو توريس على موقع الاتحاد الدولي (مؤرشف)  (الإنجليزية)
- فرناندو توريس على موقع الاتحاد الأوربي (الإنجليزية)
- فرناندو توريس على موقع رابطة كرة القدم اليابانية للمحترفين (اليابانية)
- فرناندو توريس على موقع إي إس بي إن إف سي (الإنجليزية)
- فرناندو توريس على موقع قاعدة بيانات كرة القدم.إي يو (الإنجليزية)
- فرناندو توريس على موقع بيانات كرة القدم. دي إي (الألمانية)
- فرناندو توريس على موقع ليكيب (الفرنسية)
- فرناندو توريس على موقع ناشيونال فوتبول تيمز (الإنجليزية)
- فرناندو توريس على موقع Soccerbase.com (لاعب) (الإنجليزية)
- فرناندو توريس على موقع Soccerway.com (الإنجليزية)